# 都筑郡
- 令制国一覧 > 東海道 > 武蔵国 > 都筑郡
- 日本 > 関東地方 > 神奈川県 > 都筑郡

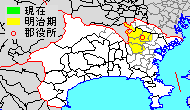
神奈川県都筑郡の範囲

都筑郡（つづきぐん）は、神奈川県（武蔵国）にあった郡。現在は横浜市都筑区にその名をとどめるが、区域は現在の都筑区よりも広範囲であり、鶴見川と帷子川流域の内陸部を占めていた。「旧高旧領取調帳」によれば、都筑郡全体の石高は28579石である（小数点以下四捨五入）。

## 郡域
1878年（明治11年）に行政区画として発足した当時の郡域は、概ね下記の区域にあたる。
- 横浜市
  - 旭区、緑区、青葉区、都筑区の全域
  - 保土ケ谷区の一部（上星川、川島町以北および今井町）
  - 港北区の一部（新羽町、北新横浜、新吉田東、高田東、高田町以西）
  - 瀬谷区の一部（卸本町の一部）
- 川崎市
  - 麻生区の一部（万福寺、上麻生、王禅寺西、王禅寺東、王禅寺以西）

### 隣接していた郡
行政区画として発足した当時に隣接していた郡は以下の通り。
- 神奈川県 ： 南多摩郡、橘樹郡、鎌倉郡

## 郡役所
- 1878年(明治11年) 12月2日 - 中原街道沿いの都岡辻(現在の横浜市旭区都岡72番地)に郡役所が設置された[1]。
- 1879年(明治12年) - 郡役所が都田村川和に移転[2]。
- 1924年(大正13年) - 現在の横浜市都筑区川和町1234番地に再移転。郡役所庁舎は、もとは大正5年に尋常高等都田小学校第一分教場(川和分教場。現在の横浜市立川和小学校)として建築された校舎を転用した。
- 1939年(昭和14年) - 郡役所廃止後、庁舎を横浜市港北区役所川和出張所として使用。
- 1964年(昭和39年) 4月1日 - 港北区役所川和出張所は、港北区川和支所に改組された。
- 1969年10月1日 - 緑区の分区に伴い、1972年(昭和47年)3月31日まで、緑区役所の仮庁舎として使用。
- 1972年(昭和47年) 4月1日 - 川和公会堂として使用。
- 2011年 川和公会堂(旧郡役所庁舎)が取り壊された。

## 概要
古くから当地域は「つつき」と呼ばれており、その読みに字を当てた「都筑」が 8世紀頃に郡名として定着したと考えられている（「つつき」の語源については定説がない）

## 有史以前
- 縄文時代 - 集落が形成されたと見られ、丘陵地から貝塚が、花見山遺跡からは竪穴建物跡や土器が発見されている。
- 弥生時代 - 集落の拡大時期と見られ、大塚・歳勝土遺跡（環濠集落跡、国の史跡）などはこの時期に形成されたと考えられている。
- 古墳時代 - ヤマト王権とも繋がる有力首長により地域の統一がなされたと見られ、稲荷前古墳群はその一族の墓とされる。

## 古代

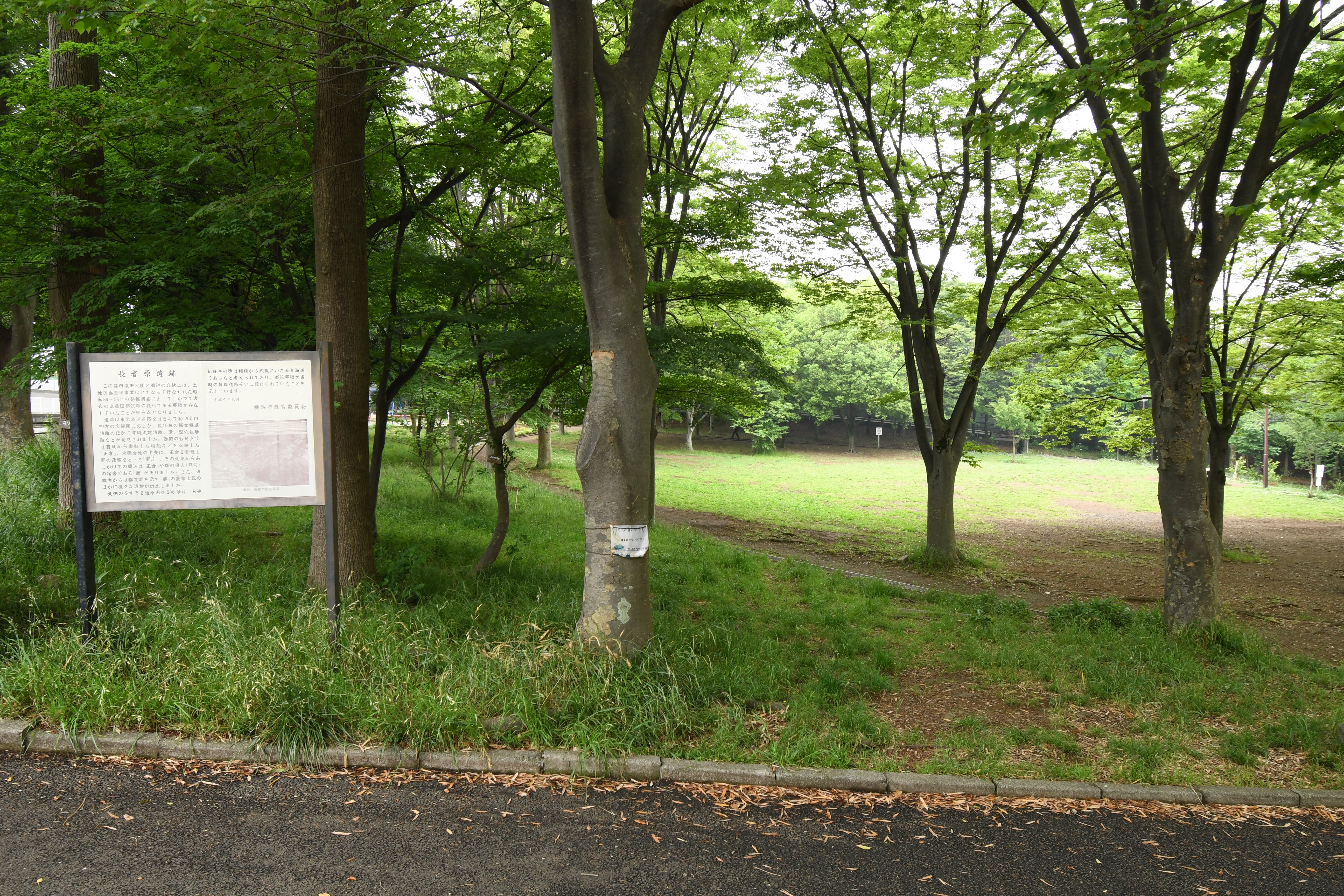
長者原遺跡（推定都筑郡衙跡）

- 郡衙は長者原遺跡（現在の横浜市青葉区荏田西）に置かれていたと推定されている。
- 8世紀後半の万葉集二十巻の防人の歌「和我由伎乃 伊伎都久之可婆 安之我良乃 美禰婆保久毛乎 美等登志怒波禰 右一首都筑郡上丁服部於田」が、史料上の初見とされる。
- 927年の「延喜式神名帳」に都筑郡の社として杉山神社が挙げられており、938年には「和名類聚抄」に、都筑郡の郷として、余部（あまるべ）、店屋（まちや）、駅家（えきや）、立野（たての）、針折（はざく）、高幡（たかはた）、幡屋（はたや）が記されている。「針折」は「罰佐久」とも書き、現在の横浜市緑区西八朔町、北八朔町付近を指す。 幡屋郷は現在の二俣川付近で、後の帷子（かたびら）宿・保土ヶ谷宿（橘樹郡）の前身になったと言われる。
- この時期、足柄道（後の矢倉沢往還・大山街道）、中原街道の整備が進み、東海道や東山道につながったと見られる。

## 中世
- 鎌倉時代 - 各地に鎌倉街道が整備され、当郡を縦断し鶴川・柿生・黒川など各地を通って多摩郡へ抜け、首都である武蔵国の国府（東京都府中市）へ至る様々な道が通る様に成ったと推定されている。
- 室町時代 - 茅ヶ崎城（現在の横浜市都筑区）が築かれる。
- 後北条氏による所領の記録「小田原衆所領役帳」に、星川（都筑郡・橘樹郡、かつては久良岐郡に属していたとも言われる）、仏向（橘樹郡）、保土ケ谷（同）、川島（都筑郡）、今井（同）の地名が記載されており、この当時の当郡の一部は北条領であったと推定されている。

## 近世以降
- 江戸時代 - 東海道が整備され、中原街道が脇往還として利用される。佐江戸宿（旧名「西土」、現在の横浜市都筑区佐江戸）が置かれる。また、足柄道に沿って矢倉沢往還（大山街道）が整備され、荏田宿（現在の横浜市青葉区）、長津田宿（現在の横浜市緑区）が置かれ、沿道が大山参詣者などで賑わった。近世には多摩丘陵の谷戸地形を利用した農業が盛んになり、旧柿生村・岡上村付近一帯で産した「黒川炭」「禅寺丸柿」などが江戸へ流通する。
- 都筑郡内には神奈川領、小机領があり郡内の村の多くはこの両領のいずれかに属するが、両領のどちらにも属さず『新編武蔵風土記稿』において「領名未勘」とされる村もある。以下、各領に属する村を『新編武蔵風土記稿』の記載順序により列記する[3]。
  - 神奈川領 - 今井村、市野沢村、今宿村、白根村、川島村、三段田村、小高新田、二俣川村、上星川村、猿山村、中山村、榎下村、台村、七日市場村、西八朔村、北八朔村、青砥村、本郷村、川向村、東方村、折本村、大熊村、新羽（にっぱ）村、吉田村、高田村、牛久保村、山田村、茅ヶ崎村、池辺（いこのべ）村、佐江戸村、恩田村
  - 小机領 - 黒須田村、万福寺村、古沢村、黒川村、栗木村、伍力田（ごりきだ）村、片平村、上麻生村、下麻生村、王禅寺村、上谷本村、下谷本村、上菅田村、寺山村、鴨居村、川和村、荏田村、勝田（かちだ）村、大棚村、上鉄（かみくろがね）村、下鉄村、石川村、早野村、新井新田
  - 領名未勘 - 久保村、市ヶ尾村、小山村、成合村、寺家（じけ）村、鴨志田村、長津田村、大場村、岡上村、川井村、上川井村、下川井村

### 近代以降の沿革
- 「旧高旧領取調帳」に記載されている明治初年時点での支配は以下の通り。●は村内に寺社領が、○は寺社除地[4]が存在。幕府領は、代官・松村忠四郎（長為）支配所、代官・古賀一平支配所（新羽村のみ）が管轄した。全域が寺社領となっている各村のほとんどが増上寺領。（77村）

| 知行   | 知行           | 村数 | 村名 |
| ------ | -------------- | ---- | --- |
| 幕府領 | 幕府領         | 14村 | 表吉田村新田／裏吉田村新田、表吉田村、裏吉田村（以上は吉田村のうち）、大棚下山田村（大棚村のうち）、●片平村、新井新田、●川島村、岡津新田、密経新田、本宿新田、鶴ヶ峯新田、○上川井村、坂倉新田、榎下村 |
| 幕府領 | 旗本領         | 35村 | ●大熊村、●○高田村、●恩田村、奈良村、●岡上村、○勝田村、●茅ヶ崎村、●○東方村、下麻生村、●早野村、●上麻生村、黒川村、五力田村、栗木村、古沢村、万福寺村、三反田村、市之沢村、小高新田、上白根村、●中山村、上猿山村、台村、○寺山村、青砥村、●○長津田村、十日市場村、●西八朔村、北八朔村、●上谷本村、下谷本村、●市ヶ尾村、●大場村、黒須田村、成合村 |
| 幕府領 | 幕府領・旗本領 | 25村 | 新羽村、●吉田村、●寺家村、鴨志田村、山田村、大棚村、牛久保村、●折本村、●池辺村、●佐江戸村、川向村、●本郷村、●鴨居村、上菅田村、上星川村、今井村、○二俣川村、下白根村、●今宿村、●下川井村、川井村、下猿山村、久保村、小山村、●鉄村 |
| その他 | 寺社領         | 4村  | 石川村、川和村、荏田村、王禅寺村 |

- 慶応4年
  - 3月19日（1868年4月11日） - 神奈川奉行が新政府軍に接収されて横浜裁判所となり、当郡全域を管轄。ただし、旧松村支配所管轄地域の一部事務は引き続き両支配所が扱った。
  - 4月20日（1868年5月12日） - 横浜裁判所が神奈川裁判所に改称。内務は管下の戸部裁判所が担当した。
  - 6月17日（1868年8月5日） - 神奈川裁判所が神奈川府に改称。
  - 7月10日（1868年8月27日） - 旧幕府代官の松村長為が武蔵知県事に就任。一部事務を引き続き担当。
- 明治元年9月21日（1868年11月5日） - 神奈川府が神奈川県に改称。
- 明治初年 - 岡津新田・密経新田・本宿新田が二俣川村に、鶴ヶ峯新田が今宿村にそれぞれ編入。（74村）
- 明治2年2月9日（1869年3月21日） - 武蔵知県事の一部事務を品川県が引き継ぐ。
- 明治4年11月14日（1871年12月25日） - 全域が神奈川県の管轄となる（日付は太政官布告のもので、実施日は不明）。
- 1875年（明治8年） - 坂倉新田が上川井村に編入。（73村）
- 1878年（明治11年）11月18日 - 郡区町村編制法の神奈川県での施行により、行政区画としての都筑郡が発足。翌年、郡役所を川和村に設置。

### 町村制以降の沿革
- 1889年（明治22年）

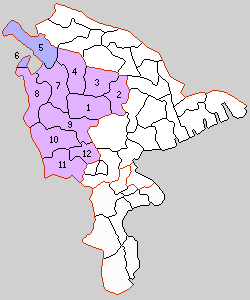
1.都田村 2.新田村 3.中川村 4.山内村 5.柿生村 6.岡上村 7.中里村 8.田奈村 9.新治村 10.都岡村 11.二俣川村 12.西谷村（青：川崎市 紫：横浜市）

  - 3月31日 - 下記の各村の統合が行われる。（12村）
    - 都田村 ← 川和村、佐江戸村、池辺村、東方村、折本村、大熊村、川向村、本郷村［一部］（現・横浜市都筑区）
    - 新田村 ← 吉田村、高田村、新羽村（現・横浜市港北区）
    - 中川村 ← 山田村、勝田村、牛久保村、大棚村、茅ヶ崎村（現・横浜市都筑区）
    - 山内村 ← 荏田村（現・横浜市青葉区、都筑区）、石川村、黒須田村［飛地］（現・横浜市青葉区）
    - 中里村 ← 下谷本村、上谷本村、成合村、鴨志田村、寺家村、鉄村、大場村、市ヶ尾村、黒須田村［大部分］、下麻生村［一部］（現・横浜市青葉区）、西八朔村、北八朔村、小山村、青砥村（現・横浜市緑区）
    - 田奈村 ← 長津田村（現・横浜市緑区）、恩田村、奈良村（現・横浜市青葉区）
    - 新治村 ← 中山村、寺山村、上猿山村、下猿山村、鴨居村、本郷村、台村、久保村、榎下村、十日市場村（現・横浜市緑区）、上菅田村、新井新田（現・横浜市保土ケ谷区）
    - 都岡村 ← 上川井村、川井村、下川井村、今宿村、下白根村、上白根村（現・横浜市旭区）
    - 二俣川村 ← 二俣川村、市野沢村、三反田村、小高新田（現・横浜市旭区）、今井村（現・横浜市保土ケ谷区）
    - 西谷村 ← 川島村（現・横浜市保土ケ谷区、旭区）、上星川村（現・横浜市保土ケ谷区）
    - 柿生村 ← 上麻生村、下麻生村、早野村、王禅寺村、古沢村、万福寺村、片平村、五力田村、栗木村、黒川村（現・川崎市麻生区）
    - 岡上村（単独村制、現・川崎市麻生区）

  - 4月1日 - 上記9村が町村制を施行。柿生村・岡上村は柿生村外一ヶ村組合を結成。
- 1899年（明治32年）7月1日 - 郡制を施行。
- 1923年（大正12年）4月1日 - 郡会が廃止。郡役所は存続。
- 1926年（大正15年）7月1日 - 郡役所が廃止。以降は地域区分名称となる。
- 1927年（昭和2年）4月1日 - 西谷村が横浜市に編入（同年10月1日に区制施行により保土ケ谷区の一部となる）。（12村）
- 1934年（昭和9年）4月1日 - 都田村が改称して川和村となる。
- 1935年（昭和10年）9月30日 - 川和村が町制施行して川和町となる。（1町10村）
- 1939年（昭和14年）4月1日 - 以下の変更により、都筑郡消滅。
  - 横浜市の第6次市域拡張により、都岡村・二俣川村・新治村・田奈村・中里村・山内村・川和町・中川村・新田村が横浜市に編入。都岡村・二俣川村は保土ケ谷区の一部、残部は新設の港北区の一部となる。
  - 柿生村・岡上村が川崎市に編入。

### 郡消滅後の沿革
- 1940年（昭和15年） - 旧川和町の郡役所跡に横浜市港北区役所川和出張所（のち支所に昇格。1969年より緑区役所）が設置され、1972年まで地域の中心として機能する。
- 1969年（昭和44年）4月1日
  - 横浜市保土ケ谷区のうち以下の区域を旭区に分区。
    - 旧都岡村の全域
    - 旧二俣川村の一部（今井町を除く）
    - 旧西谷村の一部（川島町の西半分）

  - 横浜市港北区のうち以下の区域を移管。
    - 旧新治村の一部（上菅田町・新井町）が保土ケ谷区に編入。
    - 旧川和町・田奈村・中里村・山内村の全域、旧新治村の残部が緑区に分区。
- 1972年（昭和47年）4月1日 - 川崎市の政令指定都市移行に伴う区制施行で、旧都筑郡域が多摩区の一部となる。
- 1980年（昭和55年） - 横浜市の横浜総合卸センター周辺の以下の区域に卸本町が新設され、瀬谷区に編入。
  - 緑区長津田町の一部（旧田奈村）
  - 旭区上川井町の一部（旧都岡村）
  - 瀬谷区瀬谷町の一部（旧鎌倉郡瀬谷村）
- 1982年（昭和57年）7月1日 - 川崎市多摩区のうち旧都筑郡の全域、旧橘樹郡生田村の一部（生田以外の全域および生田のうち分区後の住居表示実施により東百合丘となった区域）が分区して麻生区となる。
- 1994年（平成6年）11月6日 - 横浜市港北区・緑区の2区が港北区・緑区・都筑区・青葉区の4区に再編成される。
  - 港北区・緑区の以下の区域に都筑区を新設。このとき区名が公募により選定され、行政区画としての「都筑」の名が復活。
    - 港北区のうち旧中川村の全域、旧新田村の一部（新栄町・仲町台・早渕）
    - 緑区のうち旧川和町の全域、旧山内村の一部（荏田町の一部）

  - 緑区の以下の地域に青葉区を新設。
    - 旧山内村の残部
    - 旧中里村の一部（西八朔町・北八朔町・小山町・青砥町を除く）
    - 旧田奈村の一部（長津田町を除く）

### 変遷表
| 明治22年以前 | 明治22年4月1日 | 明治22年 - 大正15年 | 昭和1年 - 昭和24年         | 昭和1年 - 昭和24年          | 昭和1年 - 昭和24年          | 昭和25年 - 現在 | 現在   |
| ------------ | -------------- | ------------------- | -------------------------- | --------------------------- | --------------------------- | --------------- | ------ |
| 川島村       | 西谷村         | 西谷村              | 昭和2年4月1日 横浜市に編入 | 横浜市                      | 横浜市                      | 横浜市          | 横浜市 |
| 上星川村     | 西谷村         | 西谷村              | 昭和2年4月1日 横浜市に編入 | 横浜市                      | 横浜市                      | 横浜市          | 横浜市 |
| 川和村       | 都田村         | 都田村              | 昭和9年4月1日 改称 川和村  | 昭和10年9月30日 町制        | 昭和14年4月1日 横浜市に編入 | 横浜市          | 横浜市 |
| 池辺村       | 都田村         | 都田村              | 昭和9年4月1日 改称 川和村  | 昭和10年9月30日 町制        | 昭和14年4月1日 横浜市に編入 | 横浜市          | 横浜市 |
| 佐江戸村     | 都田村         | 都田村              | 昭和9年4月1日 改称 川和村  | 昭和10年9月30日 町制        | 昭和14年4月1日 横浜市に編入 | 横浜市          | 横浜市 |
| 川向村       | 都田村         | 都田村              | 昭和9年4月1日 改称 川和村  | 昭和10年9月30日 町制        | 昭和14年4月1日 横浜市に編入 | 横浜市          | 横浜市 |
| 大熊村       | 都田村         | 都田村              | 昭和9年4月1日 改称 川和村  | 昭和10年9月30日 町制        | 昭和14年4月1日 横浜市に編入 | 横浜市          | 横浜市 |
| 折本村       | 都田村         | 都田村              | 昭和9年4月1日 改称 川和村  | 昭和10年9月30日 町制        | 昭和14年4月1日 横浜市に編入 | 横浜市          | 横浜市 |
| 東方村       | 都田村         | 都田村              | 昭和9年4月1日 改称 川和村  | 昭和10年9月30日 町制        | 昭和14年4月1日 横浜市に編入 | 横浜市          | 横浜市 |
| 本郷村       | 都田村         | 都田村              | 昭和9年4月1日 改称 川和村  | 昭和10年9月30日 町制        | 昭和14年4月1日 横浜市に編入 | 横浜市          | 横浜市 |
| 新治村       | 新治村         | 新治村              | 新治村                     | 昭和14年4月1日 横浜市に編入 |                             | 横浜市          | 横浜市 |
| 新治村       | 新治村         | 新治村              | 新治村                     | 昭和14年4月1日 横浜市に編入 | 鴨居村                      | 横浜市          | 横浜市 |
| 新治村       | 新治村         | 新治村              | 新治村                     | 昭和14年4月1日 横浜市に編入 | 上猿山村                    | 横浜市          | 横浜市 |
| 新治村       | 新治村         | 新治村              | 新治村                     | 昭和14年4月1日 横浜市に編入 | 下猿山村                    | 横浜市          | 横浜市 |
| 新治村       | 新治村         | 新治村              | 新治村                     | 昭和14年4月1日 横浜市に編入 | 中山村                      | 横浜市          | 横浜市 |
| 新治村       | 新治村         | 新治村              | 新治村                     | 昭和14年4月1日 横浜市に編入 | 寺山村                      | 横浜市          | 横浜市 |
| 新治村       | 新治村         | 新治村              | 新治村                     | 昭和14年4月1日 横浜市に編入 | 台村                        | 横浜市          | 横浜市 |
| 新治村       | 新治村         | 新治村              | 新治村                     | 昭和14年4月1日 横浜市に編入 | 久保村                      | 横浜市          | 横浜市 |
| 新治村       | 新治村         | 新治村              | 新治村                     | 昭和14年4月1日 横浜市に編入 | 榎下村                      | 横浜市          | 横浜市 |
| 新治村       | 新治村         | 新治村              | 新治村                     | 昭和14年4月1日 横浜市に編入 | 十日市場村                  | 横浜市          | 横浜市 |
| 高田村       | 新田村         | 新田村              | 新田村                     | 新田村                      | 昭和14年4月1日 横浜市に編入 | 横浜市          | 横浜市 |
| 吉田村       | 新田村         | 新田村              | 新田村                     | 新田村                      | 昭和14年4月1日 横浜市に編入 | 横浜市          | 横浜市 |
| 新羽村       | 新田村         | 新田村              | 新田村                     | 新田村                      | 昭和14年4月1日 横浜市に編入 | 横浜市          | 横浜市 |
| 荏田村       | 山内村         | 山内村              | 山内村                     | 山内村                      | 昭和14年4月1日 横浜市に編入 | 横浜市          | 横浜市 |
| 石川村       | 山内村         | 山内村              | 山内村                     | 山内村                      | 昭和14年4月1日 横浜市に編入 | 横浜市          | 横浜市 |
| 下谷本村     | 中里村         | 中里村              | 中里村                     | 中里村                      | 昭和14年4月1日 横浜市に編入 | 横浜市          | 横浜市 |
| 上谷本村     | 中里村         | 中里村              | 中里村                     | 中里村                      | 昭和14年4月1日 横浜市に編入 | 横浜市          | 横浜市 |
| 成合村       | 中里村         | 中里村              | 中里村                     | 中里村                      | 昭和14年4月1日 横浜市に編入 | 横浜市          | 横浜市 |
| 鴨志田村     | 中里村         | 中里村              | 中里村                     | 中里村                      | 昭和14年4月1日 横浜市に編入 | 横浜市          | 横浜市 |
| 寺家村       | 中里村         | 中里村              | 中里村                     | 中里村                      | 昭和14年4月1日 横浜市に編入 | 横浜市          | 横浜市 |
| 鉄村         | 中里村         | 中里村              | 中里村                     | 中里村                      | 昭和14年4月1日 横浜市に編入 | 横浜市          | 横浜市 |
| 黒須田村     | 中里村         | 中里村              | 中里村                     | 中里村                      | 昭和14年4月1日 横浜市に編入 | 横浜市          | 横浜市 |
| 大場村       | 中里村         | 中里村              | 中里村                     | 中里村                      | 昭和14年4月1日 横浜市に編入 | 横浜市          | 横浜市 |
| 市ヶ尾村     | 中里村         | 中里村              | 中里村                     | 中里村                      | 昭和14年4月1日 横浜市に編入 | 横浜市          | 横浜市 |
| 北八朔村     | 中里村         | 中里村              | 中里村                     | 中里村                      | 昭和14年4月1日 横浜市に編入 | 横浜市          | 横浜市 |
| 西八朔村     | 中里村         | 中里村              | 中里村                     | 中里村                      | 昭和14年4月1日 横浜市に編入 | 横浜市          | 横浜市 |
| 小山村       | 中里村         | 中里村              | 中里村                     | 中里村                      | 昭和14年4月1日 横浜市に編入 | 横浜市          | 横浜市 |
| 青砥村       | 中里村         | 中里村              | 中里村                     | 中里村                      | 昭和14年4月1日 横浜市に編入 | 横浜市          | 横浜市 |
| 長津田村     | 田奈村         | 田奈村              | 田奈村                     | 田奈村                      | 昭和14年4月1日 横浜市に編入 | 横浜市          | 横浜市 |
| 奈良村       | 田奈村         | 田奈村              | 田奈村                     | 田奈村                      | 昭和14年4月1日 横浜市に編入 | 横浜市          | 横浜市 |
| 恩田村       | 田奈村         | 田奈村              | 田奈村                     | 田奈村                      | 昭和14年4月1日 横浜市に編入 | 横浜市          | 横浜市 |
| 上白根村     | 都岡村         | 都岡村              | 都岡村                     | 都岡村                      | 昭和14年4月1日 横浜市に編入 | 横浜市          | 横浜市 |
| 下白根村     | 都岡村         | 都岡村              | 都岡村                     | 都岡村                      | 昭和14年4月1日 横浜市に編入 | 横浜市          | 横浜市 |
| 川井村       | 都岡村         | 都岡村              | 都岡村                     | 都岡村                      | 昭和14年4月1日 横浜市に編入 | 横浜市          | 横浜市 |
| 上川井村     | 都岡村         | 都岡村              | 都岡村                     | 都岡村                      | 昭和14年4月1日 横浜市に編入 | 横浜市          | 横浜市 |
| 下川井村     | 都岡村         | 都岡村              | 都岡村                     | 都岡村                      | 昭和14年4月1日 横浜市に編入 | 横浜市          | 横浜市 |
| 今宿村       | 都岡村         | 都岡村              | 都岡村                     | 都岡村                      | 昭和14年4月1日 横浜市に編入 | 横浜市          | 横浜市 |
| 二俣川村     | 二俣川村       | 二俣川村            | 二俣川村                   | 二俣川村                    | 昭和14年4月1日 横浜市に編入 | 横浜市          | 横浜市 |
| 三反田村     | 二俣川村       | 二俣川村            | 二俣川村                   | 二俣川村                    | 昭和14年4月1日 横浜市に編入 | 横浜市          | 横浜市 |
| 市野沢村     | 二俣川村       | 二俣川村            | 二俣川村                   | 二俣川村                    | 昭和14年4月1日 横浜市に編入 | 横浜市          | 横浜市 |
| 小高新田     | 二俣川村       | 二俣川村            | 二俣川村                   | 二俣川村                    | 昭和14年4月1日 横浜市に編入 | 横浜市          | 横浜市 |
| 王禅寺村     | 柿生村         | 柿生村外1箇村組合   | 柿生村外1箇村組合          | 柿生村外1箇村組合           | 昭和14年4月1日 川崎市に編入 | 川崎市          | 川崎市 |
| 早野村       | 柿生村         | 柿生村外1箇村組合   | 柿生村外1箇村組合          | 柿生村外1箇村組合           | 昭和14年4月1日 川崎市に編入 | 川崎市          | 川崎市 |
| 下麻生村     | 柿生村         | 柿生村外1箇村組合   | 柿生村外1箇村組合          | 柿生村外1箇村組合           | 昭和14年4月1日 川崎市に編入 | 川崎市          | 川崎市 |
| 上麻生村     | 柿生村         | 柿生村外1箇村組合   | 柿生村外1箇村組合          | 柿生村外1箇村組合           | 昭和14年4月1日 川崎市に編入 | 川崎市          | 川崎市 |
| 万福寺村     | 柿生村         | 柿生村外1箇村組合   | 柿生村外1箇村組合          | 柿生村外1箇村組合           | 昭和14年4月1日 川崎市に編入 | 川崎市          | 川崎市 |
| 古沢村       | 柿生村         | 柿生村外1箇村組合   | 柿生村外1箇村組合          | 柿生村外1箇村組合           | 昭和14年4月1日 川崎市に編入 | 川崎市          | 川崎市 |
| 片平村       | 柿生村         | 柿生村外1箇村組合   | 柿生村外1箇村組合          | 柿生村外1箇村組合           | 昭和14年4月1日 川崎市に編入 | 川崎市          | 川崎市 |
| 五力田村     | 柿生村         | 柿生村外1箇村組合   | 柿生村外1箇村組合          | 柿生村外1箇村組合           | 昭和14年4月1日 川崎市に編入 | 川崎市          | 川崎市 |
| 栗木村       | 柿生村         | 柿生村外1箇村組合   | 柿生村外1箇村組合          | 柿生村外1箇村組合           | 昭和14年4月1日 川崎市に編入 | 川崎市          | 川崎市 |
| 黒川村       | 柿生村         | 柿生村外1箇村組合   | 柿生村外1箇村組合          | 柿生村外1箇村組合           | 昭和14年4月1日 川崎市に編入 | 川崎市          | 川崎市 |
| 岡上村       | 岡上村         | 柿生村外1箇村組合   | 柿生村外1箇村組合          | 柿生村外1箇村組合           | 昭和14年4月1日 川崎市に編入 | 川崎市          | 川崎市 |

## 行政
歴代郡長
特筆（『保土ケ谷区郷土史』）ないものは代数を含め『神奈川県史 別編1 人物』による。
| 代 | 氏名       | 就任年月日                 | 退任年月日                 | 備考                         |
| -- | ---------- | -------------------------- | -------------------------- | ---------------------------- |
| 01 | 中溝昌弘   | 明治11年（1878年）11月18日 | 明治14年（1881年）7月2日   | （6月28日退官の資料あり）    |
| 02 | 吉浜一作   | 明治14年（1881年）7月2日   | 明治19年（1886年）9月1日   |                              |
| 03 | 坂田実     | 明治19年（1886年）9月1日   | 明治20年（1887年）6月4日   |                              |
|    | 渡邊管吾   | 明治20年（1887年）6月      | 明治20年（1887年）12月29日 | 北多摩郡長に転任             |
| 04 | 白根鼎三   | 明治20年（1887年）2月29日  | 明治28年（1895年）6月29日  | 鎌倉郡長に転任               |
| 05 | 松尾豊材   | 明治28年（1895年）6月29日  | 明治31年（1898年）4月19日  | 前津久井郡長、愛甲郡長に転任 |
|    | 石川疏     | 明治31年（1898年）4月19日  | 明治32年（1899年）12月13日 | 高座郡長に転任               |
| 06 | 宇高正郎   | 明治32年（1899年）12月13日 | 明治34年（1901年）6月13日  | 前津久井郡長、死亡による退官 |
|    | 上月百二   | 明治34年（1901年）7月6日   | 明治35年（1902年）4月5日   |                              |
| 07 | 新山政清   | 明治35年（1902年）4月5日   | 明治40年（1907年）4月16日  | 津久井郡長に転任             |
| 08 | 河瀬常次郎 | 明治40年（1907年）4月16日  | 明治43年（1910年）4月13日  | 死亡による退官               |
| 09 | 長島格     | 明治43年（1910年）4月29日  | 明治45年（1912年）5月31日  |                              |
| 10 | 池田敏介   | 明治45年（1912年）5月31日  | 大正4年（1915年）5月12日   |                              |
| 11 | 隈元清世   | 大正4年（1915年）5月12日   | 大正6年（1917年）9月10     | 前鎌倉郡長、橘樹郡長に転任   |
| 12 | 川島一郎   | 大正6年（1917年）9月10     | 大正12年（1923年）7月13日  | 橘樹郡長に転任               |
| 13 | 伊藤龍雄   | 大正12年（1923年）7月13日  | 大正13年（1924年）12月11日 |                              |
| 14 | 服部続     | 大正13年（1924年）12月11日 | 大正15年（1926年）6月30日  | 郡役所廃止により、廃官       |